# Sudeten Provincial Park
Der Sudeten Provincial Park war ein Provincial Park in British Columbia in Kanada. Im Jahr 2006 wurde der fünf Hektar große Park von der Provinzverwaltung an die Gemeindeverwaltung übertragen. Es wird seit dem Sudeten Heritage Park genannt und von der Tomslake & District Recreation Commission betrieben.

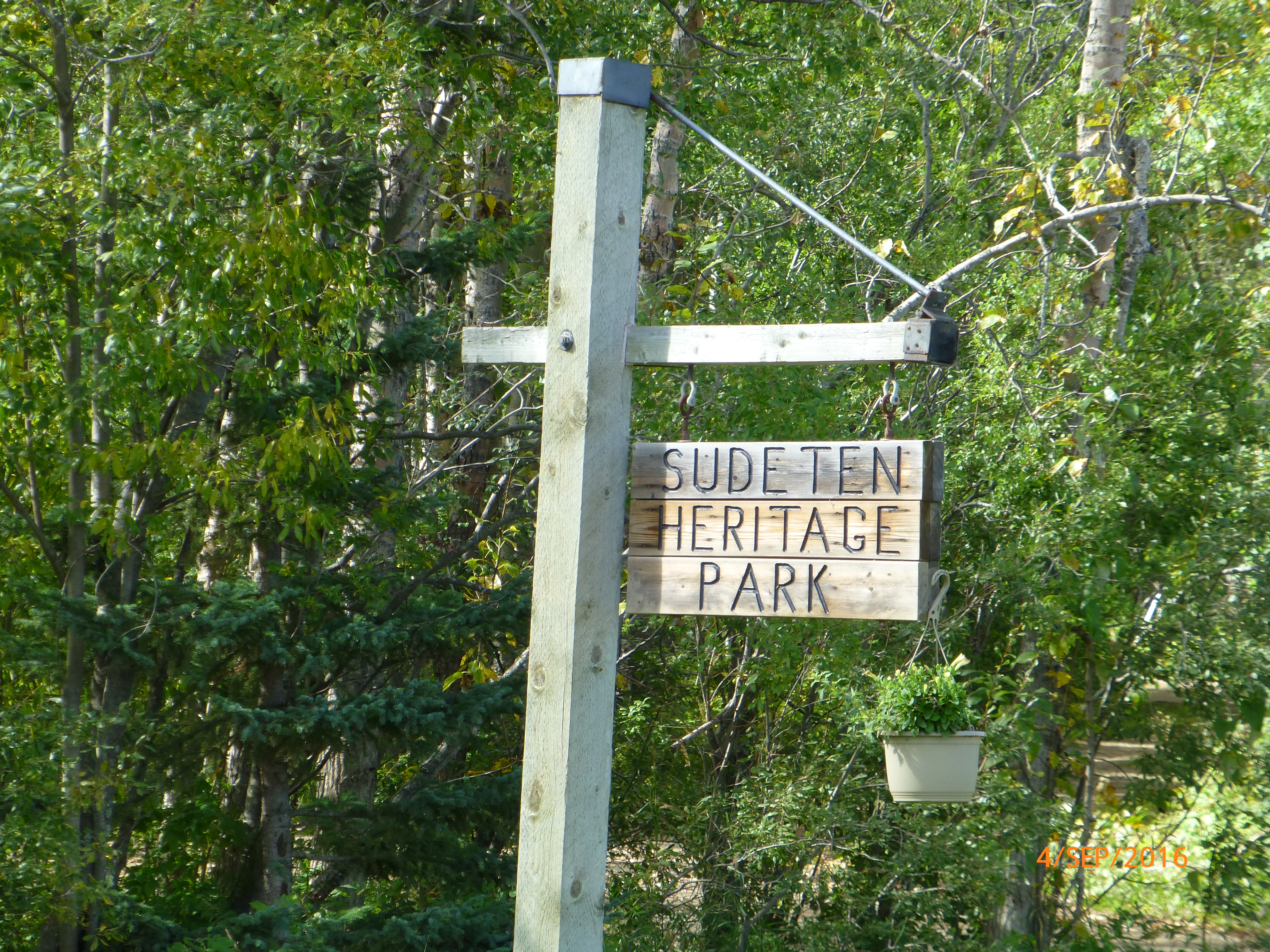
Eingang des Sudeten Heritage Park in Tomslake